# Joggling
 (octobre 2023).
Si vous disposez d'ouvrages ou d'articles de référence ou si vous connaissez des sites web de qualité traitant du thème abordé ici, merci de compléter l'article en donnant les références utiles à sa vérifiabilité et en les liant à la section « Notes et références ».

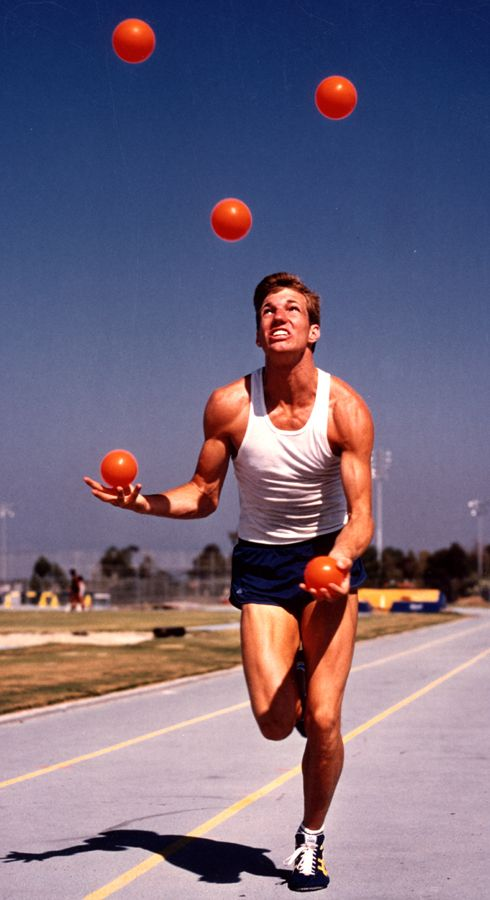
Owen Morse lors d'un entraînement en 1988.

Le Joggling est un mélange de jonglerie et de jogging, c’est un mot-valise. Le rythme de la jonglerie à trois objets correspond parfaitement à l’action et au pas de la course, ce qui fait du joggling un travail du corps complet et amusant. C’était un passe-temps récréatif dans beaucoup de tribus amérindiennes.
La cascade à trois balles n’est pas aussi difficile que les débutants l’imaginent, une fois maitrisée, c’est principalement la capacité de course qui détermine la vitesse du joggling (la jongle ralentissant d’environ 10 % vis-à-vis de la course normale).

## Records
Le Livre Guinness des records liste plusieurs records de joggling :
- 16 min 55 s les 5 km par Kirk Swenson en 1986 ;
- 11,92 s au 100 m par Owen Morse au festival IJA en 1988 ;
- 57,4 s au 400 m par Owen Morse en 1988 ;
- 3 min 57 s 40 le mile par Owen Morse, Jon Wee, Tuey Wilson, et Albert Lucas en relais en 1990 ;
- 4 min 42 s le mile par Will Howard au festival de jongleurs du jour de la marmotte à Atlanta en 2003 ;
- 2 h 58 min 23 s le marathon par l’étudiant d’Harvard Divinity School Zach Warren au marathon de Boston le 17 avril 2006.